# Megalastrum longiglandulosum
Megalastrum longiglandulosum är en träjonväxtart som beskrevs av Robbin C. Moran och J.Prado. Megalastrum longiglandulosum ingår i släktet Megalastrum och familjen Dryopteridaceae. Inga underarter finns listade.